# Максим Генчев
Максим Генчев e български актьор, режисьор и политик.

## Биография
Роден на 28 септември 1954 г. в гр. Видин. Завършва ВИТИЗ през 1980, в класа на проф. Крикор Азарян
.
Работи в Драматичен театър-Пловдив, ДКТ-Пазарджик, Театър „София“, Малък градски театър „Зад канала“, гастролира в Народен театър „Иван Вазов“, Военен театър, театър 199 и Театър „Сълза и смях“.
Има над 60 театрални роли, с три национални награди, през 1984 г., 1987 г., 1989 г., и номинация за Аскеер през 1998 г. С над 25 роли в чуждестранни игрални филми и български телевизионни сериали.
На 4 април 2021 г. е избран като депутат в XLV народно събрание от Изправи се! мутри вън!.

## Филмография

### Режисьор и сценарист
- „Гераците“, 2024
- „Ботев“, 2022, историческа драма
- „Смартфонът беглец“, 2018, приключенски семеен
- „Дякон Левски“, 2015, историческа драма
- „В ложата на тротоара“, 2010, документален
- „Гераците“, 2008, игрален
- „Друг“, 2007, игрален

### Актьор
- Ботев (2022) – Симов
- Дякон Левски (2015)
- Корпус за бързо реагиране (2012) – Г-н Георгиев
- Седем часа разлика (2011) ...... Кирил Коцев
- Людмил и Руслана (2008), 6 серии
- Grendel (2007) (TV) …. Olf
- Hitman (2007)
- Hammer of the gods (2007)
- Stonehenge Decoded (2007) BBC
- S.S. Doomtrooper (2006) (TV) …. Nazi Officer
- „Мъж за милиони“ (тв, 2006) – барман в хотела
- Патриархат (7-сер. тв, 2005)
- Svetlana's Journey (2004)
- Control (2004) …. Prison Doctor
- Spartacus (2004) (TV) …. Trainer
- Dragon Storm (2004) (TV) …. Fastrad's Guard
- In Hell (2003) …. General's Guest #3
- I Am David (2003) …. Policeman
- Interceptor Force 2 (2002) (TV) …. Burly
- Рапсодия в бяло (2002)
- Dark Descent (2002) …. Starkweather
- Python 2 (2002) (V) …. Old Soldier
- Хълмът на боровинките (2001)
- Vercingétorix (2001)
- Търси се екстрасенс (тв, 2001) – Геврека
- Mindstorm (2000) …. Russian Commando
- Клиника на третия етаж (1999, 2000, 2010), 35 серии – (в 1 серия: V)
- Est – Ouest (1999) …. Maire de Kiev
- U.S. Seals (1999) …. Second Officier OPS Room
- „Le retour d'Arsène Lupin“ (1 episode, 1995)
- „Хищна птица“ (1995) …. Stravinsky
- Защитете дребните животни (1988) …. Shofyor na kamion
- Фокстрот (1986)
- Подарък в полунощ (2-сер. тв, 1984) – (в 1 серия: II)
- Служебно положение ординарец (тв, 1978)
- Дишай човече – дебют